# Anthus spragueii
El bisbita llanero (Anthus spragueii) es una especie de ave paseriforme de la familia Motacillidae propia de América del Norte.

## Descripción
Machos y hembras son de color críptico y similares en apariencia. Tienen el plumaje de las partes superiores de tonos anteados con veteado negruzco, mientras que sus partes inferiores son blanquecinas con moteado oscuro en el pecho, y tonos canela en los flancos. Su pico es delgado y rosado, y sus patas amarillas.

## Distribución y hábitat
El bisbita llanero que se reproduce en las praderas de América del Norte y pasa el invierno en el sudoeste de Estados Unidos y en el norte de México.. En Canadá, usted puede encontrar Bisbita Ilamera en el sur de Alberta, al sur de Saskatchewan, y al suroeste de Manitoba. En los Estados Unidos, pueden ser encontrados en el noreste y el centro del Montana, en el oeste y en el centro de Dakota del Norte, al noroeste de Dakota del Sur, y en el valle del río Rojo de Minnesota (AOU 1998).
En los Estados Unidos se encuentra desde el sur de California (por casualidad), en el centro y sur y sureste de Arizona, al sur de Nuevo México, en Texas central y oriental, se encuentra ocasionalmente en el sur de Kansas, al sur de Oklahoma, muy rara vez en el sur de Misuri, Tennessee y el noroeste de Misisipi al sur a través de Arkansas y Luisiana (AOU 1998 ). En México se encuentra en el interior del noreste de Sonora y Nuevo León al sur de Zacatecas y San Luis Potosí y a lo largo de la costa atlántica de Tamaulipas al centro de Veracruz. No es común en la Faja Volcánica Central, y es raro en el oeste de Tabasco.(Howell y Webb, 1995).

## Ecología y estado de conservación

### Estatus
Anthus spragueii fue listado en 1999 por el Comité sobre la Condición de Vida Silvestre como en Peligro de Extinción
En Canadá (COSEWIC)  como "amenazadas", la situación se volvió a examinar y se confirmó en mayo de 2000. Los Anthus spragueii fueron oficialmente nombrados bajo la Ley de Especies en Riesgo (SARA) como "amenazadas", el 5 de junio de 2003 (Jones 2010). En los Estados Unidos, los Anthus spragueii son un candidato para su inclusión como "en peligro" o "amenazado" en la ley de Especies Amenazadas de 1973.

### Hábitat
Se reproducen en un hábitat con perturbaciones humanas mínimas, tales como en las praderas, zonas de cosechas de heno o en otras zonas habitadas. Anthus spragueii es una ave que anida en el suelo paseriformes y se para en vegetación muerta que se utiliza para construir la cubierta sobre el nido.

### Reproducción

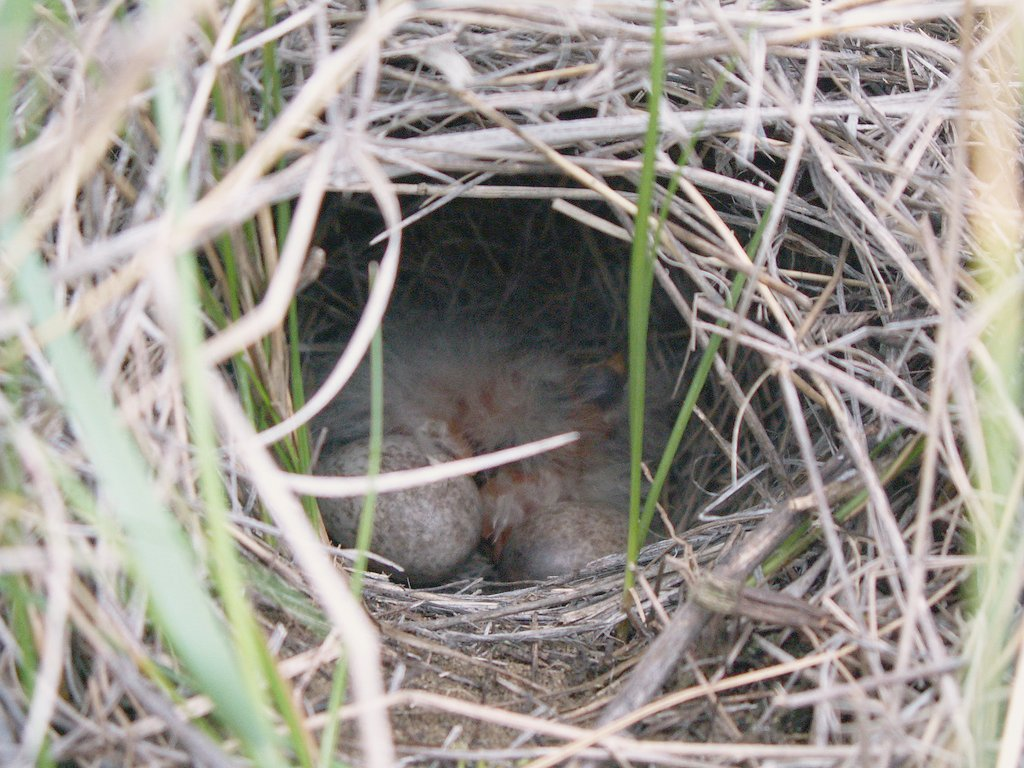
Nido con 2 pichones recién nacidosen CFB Suffield.

La reproducción comienza hacia finales de abril y continúa hasta mediados o finales de agosto. Los nidos son una pequeña taza de hierba encontrada en el suelo con vegetación muerta doblado para crear una cubierta. Hay una sola entrada al nido. Cuatro a seis huevos son normalmente introducidos dentro de los nidos con un tiempo de incubación promedio de días de 13–14.
La reutilización de nidos y una segunda crianza de pollitos han sido ocasionalmente documentados para Anthus spragueii ,como poliginia; Sin embargo, predominantemente se aparean en una sola pareja (Jones et al. 2010).

### Alimentación
Anthus spragueii comen varios insectos, arañas y a veces semillas. Durante la época de cría los adultos son insectívoros casi en su totalidad y alimentan a los jóvenes de insectos también.

### Libros
- Robbins, M. B., and B. C. Dale. 1999. Sprague’s Pipit (Anthus spragueii). In The Birds of North America, No. 439 (A. Poole and F. Gill, eds.). The Birds of North America, Inc., Philadelphia, PA.

## Enlaces
- Sprague's Pipit Conservation Plan Archivado el 18 de junio de 2015 en Wayback Machine. - U.S. Fish and Wildlife Service
- Sprague's Pipit Species Account - Cornell Lab of Ornithology
- Sprague's Pipit Anthus spragueii - USGS Patuxent Bird Identification InfoCenter